# Vladimir Trofimenko
Vladimir Ivanovič Trofimenko (in russo Владимир Иванович Трофименко?; Syzran', 22 marzo 1953 – 1994) è stato un astista sovietico.

## Palmarès

### Europei
- 1 medaglia:
  - 1 oro (Praga 1978)

### Europei indoor
- 2 medaglie:
  - 1 argento (Milano 1978)
  - 1 bronzo (Vienna 1979)

### Universiadi
- 1 medaglia:
  - 1 bronzo (Sofia 1977)